# Strebloceras
Strebloceras is een geslacht van weekdieren uit de klasse van de Gastropoda (slakken).

## Soorten
- Strebloceras hinemoa Finlay, 1931
- Strebloceras kilburni Pizzini, Raines & Vannozzi, 2013
- Strebloceras subannulatum de Folin, 1879